# Pays d'Auge
Il pays d'Auge è una regione naturale francese della Normandia. Essa si divide principalmente nei moderni dipartimenti del Calvados, dell'Orne e dell'Eure
Il "pays d'Auge" è definito paese d'arte e di storia dall'anno 2000.

## Toponimi
Il nome di "pays d'Auge" è menzionato dal IX secolo con la grafia Algia, forma latinizzata corrispondente forse al derivato di un'ipotetica radice pre-latina °alg-, in una possibile relazione con la nozione di umidità. Nell'XI secolo, s'incontra la forma romana Alge, che per regolare evoluzione diverrà Auge. Questo radicale pre-latino pare essere egualmente presente nel nome dell'antico territorio di Augerons nell'Eure (Algerum 1050), diviso verso il XII secolo in due parrocchie: Saint-Aquilin-d'Augerons e Saint-Denis-d'Augerons. Il radicale °alg- potrebbe rappresentare l'ampliamento d'una radice pre-indo-europea °al- che si pensa di ritrovare nel nome dell'Algot (Alegot 1108), affluente alla riva destra del fiume Vie a Saint-Loup-de-Fribois.
Gli abitanti del "pays d'Auge" sono detti Augeron (femminile Augeronne) e il loro dialetto è l'augeron.

## Geografia

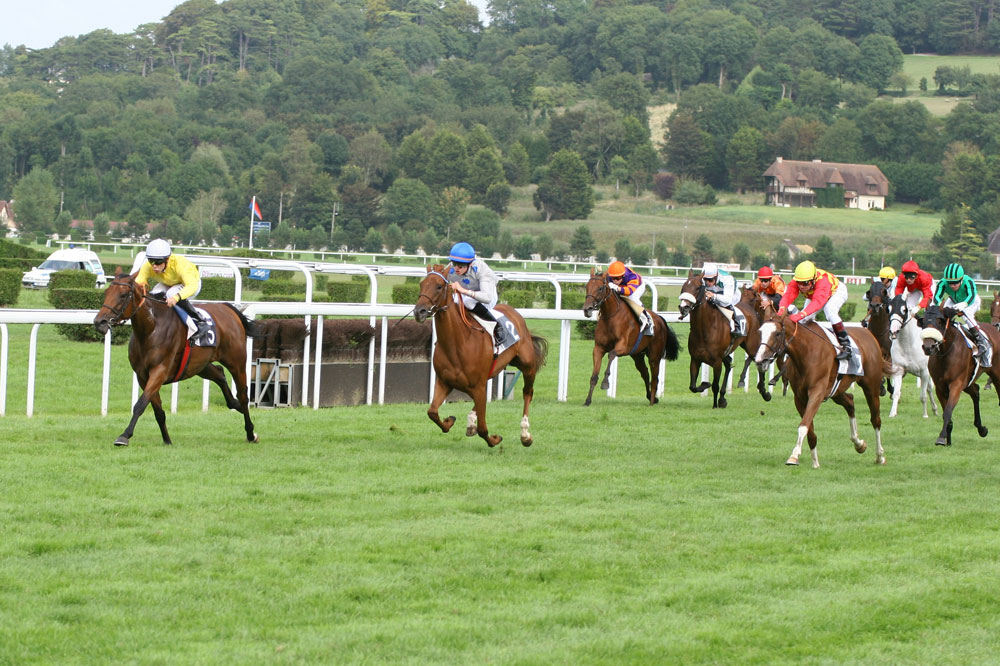
Ippodromo di Deauville-Clairefontaine

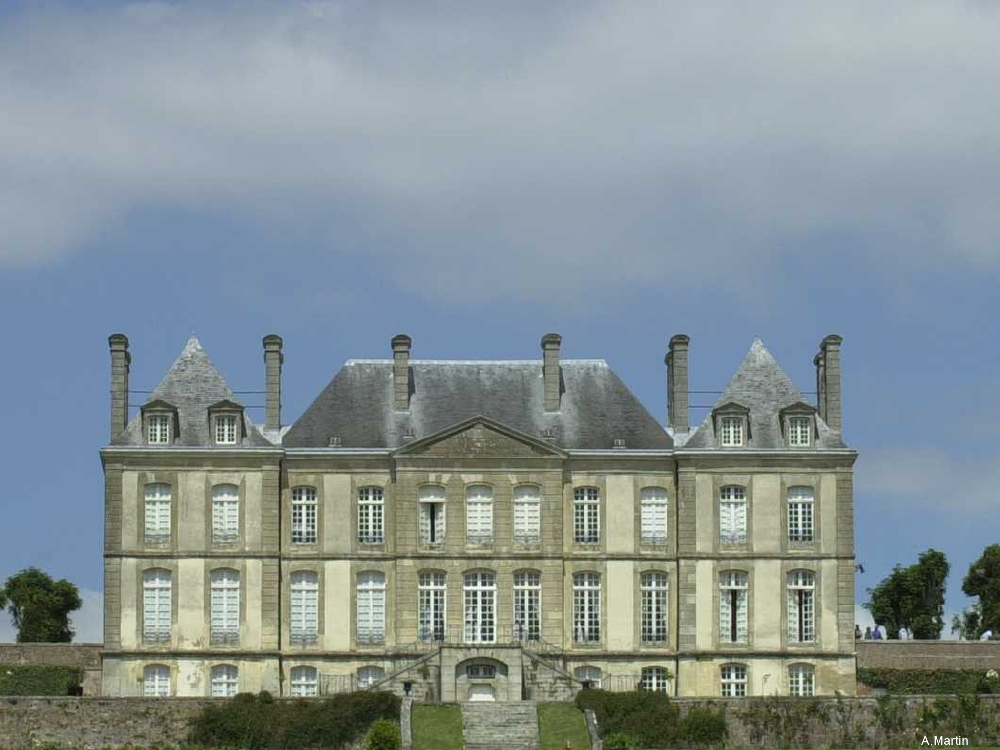
Haras national du Pin

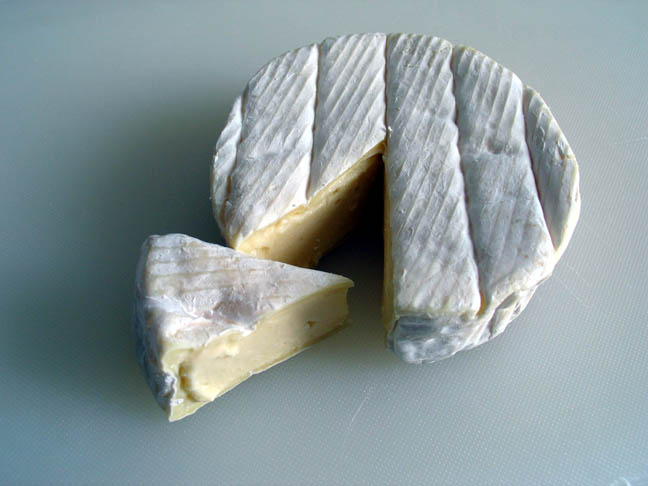
Camembert di Normandia

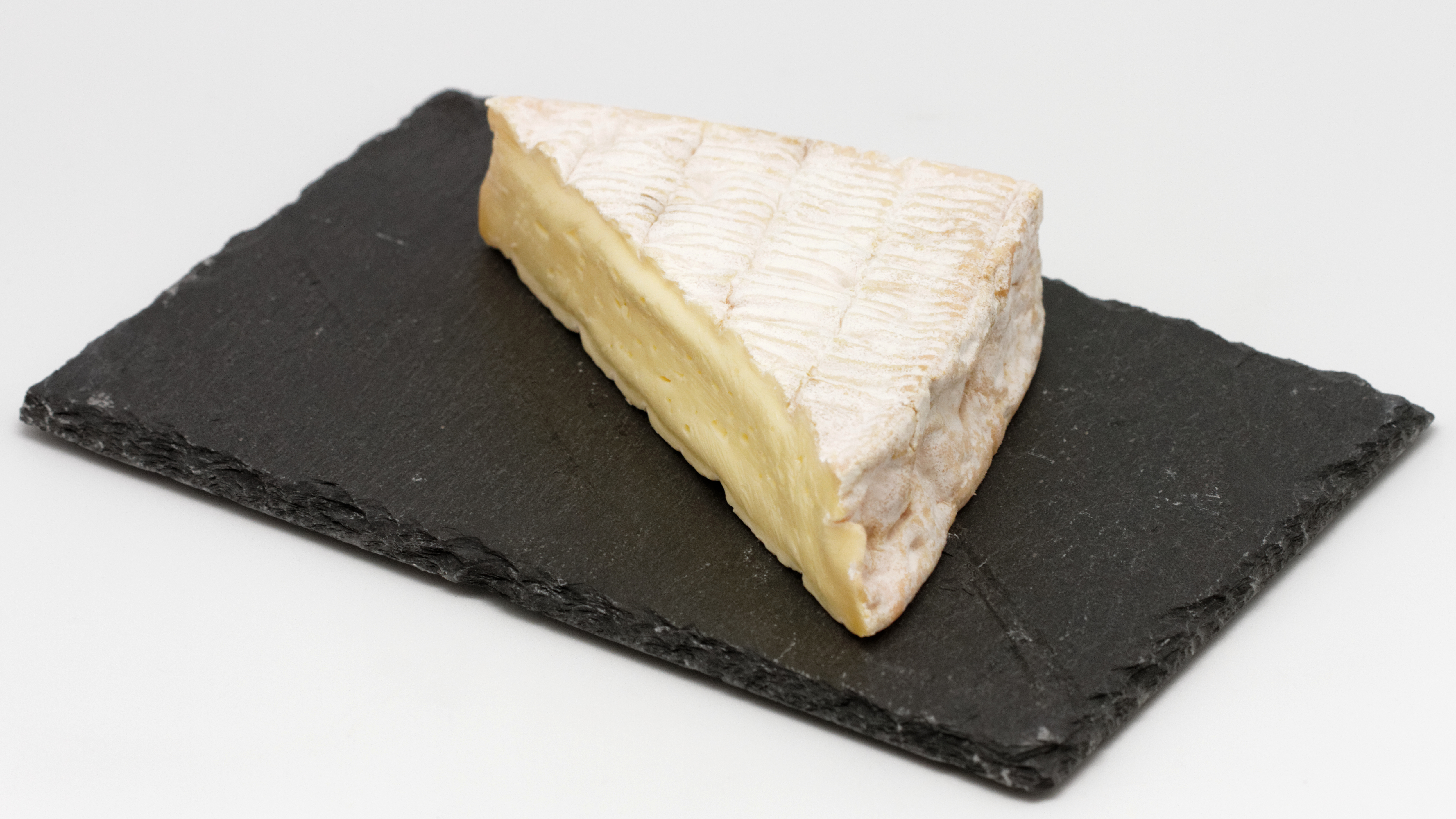
Pont-l'Évêque

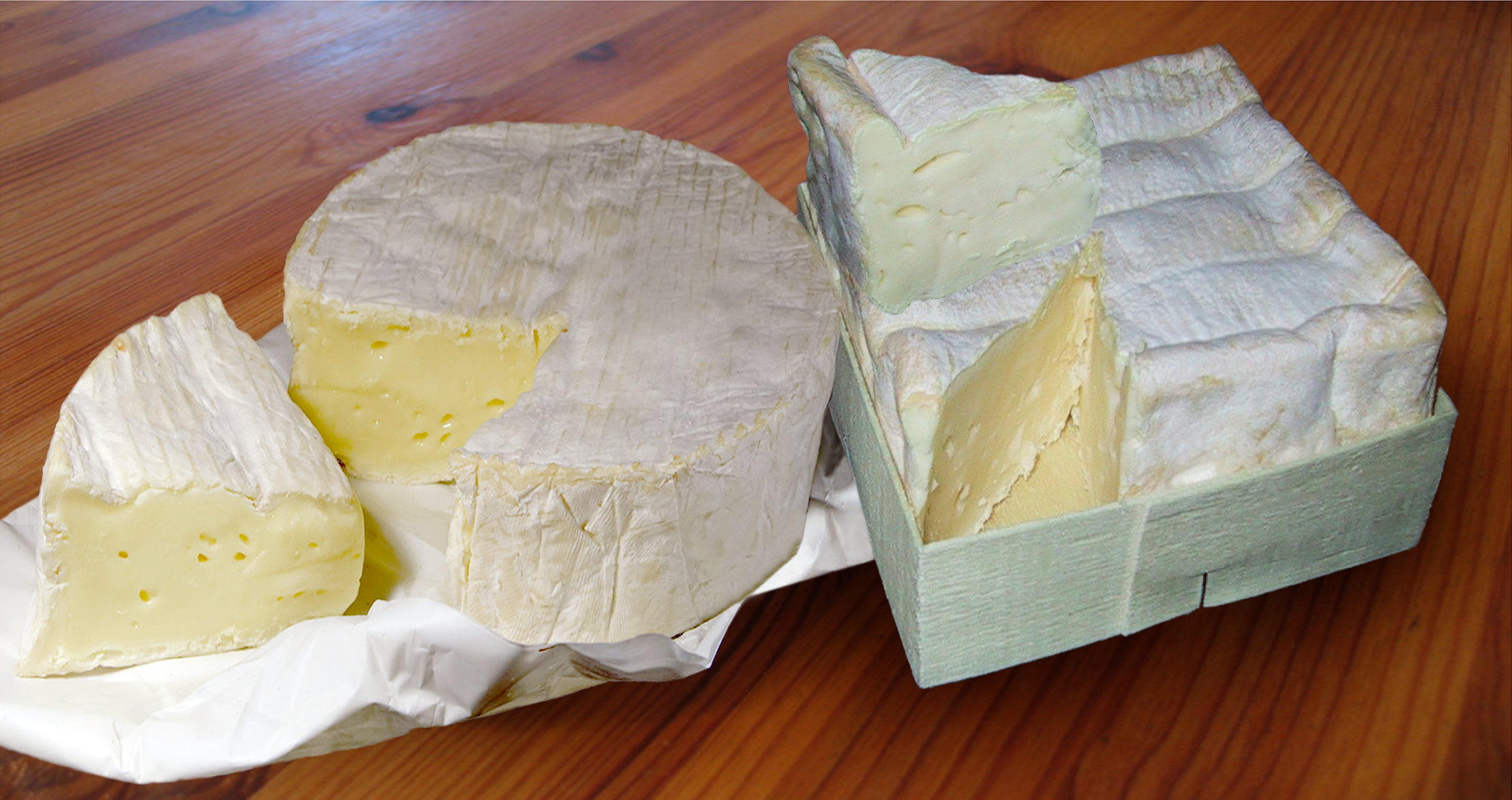
Camembert e piccolo Pont-l'Évêque

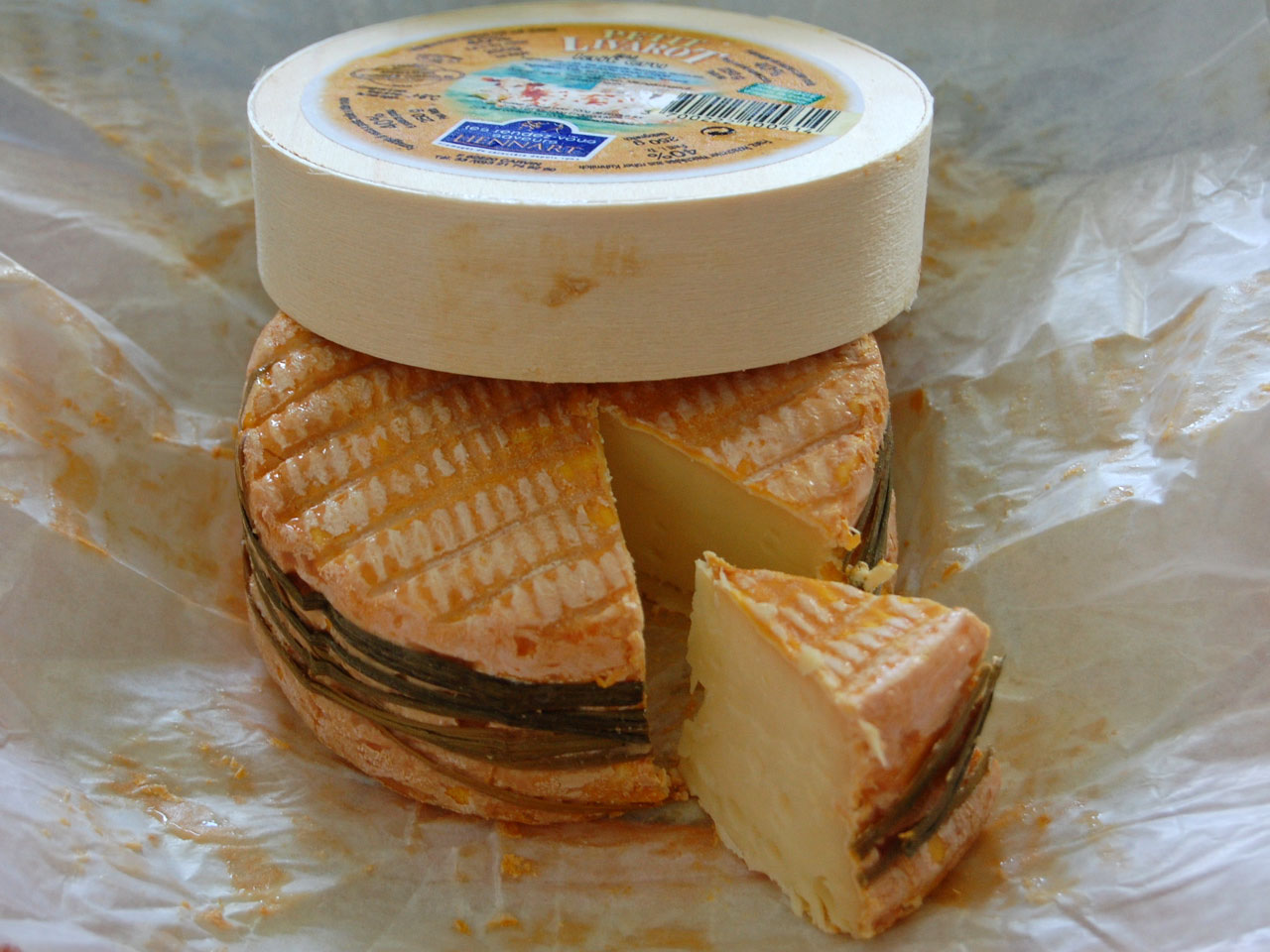
Una fetta di livarot

### Confini e divisioni amministrative
Il "pays d'Auge" è delimitato a est dal bacino imbrifero della Touques, a ovest dal Dives, a nord dalla Côte Fleurie e a sud dalle colline di Argentan e comprende i cantoni di: Blangy-le-Château, Cabourg, Cambremer, Cormeillese in parte (valle della Calonne), Dozulé, Exmes, Gacé, Honfleur, Lisieux, Livarot, Mézidon-Canon, Orbec, Pont-l'Évêque, Saint-Pierre-sur-Dives, Troarn, Trouville-sur-Mer, Thiberville e Broglie in parte, Trun e Vimoutiers.
Ai nostri giorni, il Calvados e l'Orne facenti parte della regione di Normandia, vi si trovano inclusi anche alcuni comuni dell'Eure dei cantoni di Cormeilles, di Thiberville e di Broglie: Asnières, Bailleul-la-Vallée, Le Bois-Hellain, La Chapelle-Bayvel, La Chapelle-Gauthier, La Chapelle-Hareng, La Goulafrière, Cormeilles, Fatouville-Grestain, Fiquefleur-Équainville, Fontaine-la-Louvet, La Lande-Saint-Léger, Manneville-la-Raoult, Piencourt, Les Places, Saint-Germain-la-Campagne, Saint-Pierre-de-Cormeilles, Saint-Pierre-du-Val e Saint-Sylvestre-de-Cormeilles.
Si ritrova il suo nome in tre Comunità di comuni: Comunità di comuni Normandia-Cabourg-Pays d'Auge, Terre d'Auge e Lieuvin Pays d'Auge.

### Descrizione fisica
Il pays d'Auge appartiene geologicamente al bacino parigino e il suo sottosuolo è essenzialmente del tipo calcareo oolitico di colore giallo.
Il litorale è circondato da falesie di altezza media (meno di 50 metri di altezza) interrotte da valli con ampi estuari: imboccatura della Touques, imboccatura della Dives. Queste falesie sono soggette a una forte erosione che rende fragili le costruzioni situate direttamente sul litorale, in particolare tra Cricquebœuf e Trouville-sur-Mer. Le spiagge sono ricoperte di sabbia fine, precedute da un cordone di dune a livello degli estuari. L'estuario della Touques era costituito da paludi, gran parte delle quali si è essiccata. Tuttavia, le paludi della Touques sono ancora presenti su una vasta superficie di 1 500 ettari, tra il comune di Saint-Arnoult e quello di Pont-l'Évêque. Il sito dei marais è un atout maggiore per la biodiversità e in particolare l'avifauna con più di 220 specie già recensite. Queste paludi hanno un valore paesaggistico e naturale d'ordine dipartimentale, nazionale e persino europeo.
La storia geologica ha composto un paesaggio di colline che contrasta con le vicine pianure del Roumois e la piana di Caen. Ugualmente, il paesaggio è stato elaborato in epoca antica in bocage composto di siepi di cespuglio intorno a pascoli umidi.
Il clima di tipo oceanico assicura una ripartizione abbastanza eguale di piogge lungo tutto l'anno. Le temperature sono moderate dall'influenza della corrente del Golfo. Esso è quindi favorevole al mantenimento delle praterie che consentono di alimentare un allevamento abbondante di bovini ed equini.
Al contrario, la coltura dei cereali vi è ancora poco diffusa, anche se vi si coltiva sempre più il mais per nutrire il bestiame in inverno e che la tendenza a un ritorno alle colture si affermi in maniera crescente. Ciò è in parte legato alla crisi che ha conosciuto l'allevamento bovino.
Questo paese era un tempo coperto di foreste, delle quali non rimane che qualche spazio boscoso (foresta di Saint-Gatien, foresta di Gouffern, ecc.) e numerosi boschi che coronano sovente le sommità delle colline. Lo sfruttamento del legno, motivato dall'importanza dei cantieri navali e dall'architettura tradizionale a travi di legno spiega parzialmente questi disboscamenti.

### Occupazione del suolo
L'habitat tradizionale del "pays d'Auge" è di tipo disperso, in modo che vi si nota una gran quantità di frazioni e di località. Storicamente, non esistono grandi città capaci di rivalizzare con quelle di altre zone della Normandia.
Lisieux è la principale città del "pays d'Auge". Situata nel suo centro e popolata da poco più di 20 000 abitanti, è nota anche per una vocazione turistica ed è un luogo di pellegrinaggio grazie alla sua Basilica di Santa Teresa.
Molte delle sue città, Lisieux od Orbec, dei suoi porti, Honfleur o Trouville-sur-Mer, delle sue stazioni balneari, Cabourg, Deauville, Houlgate o Villers-sur-Mer e dei suoi villaggi o città, Camembert o Pont-l'Évêque hanno una fama nazionale e anche internazionale.

## Economia
È il paese del cavallo e delle stazioni di monta. Un terzo circa dei cavalli da corsa francesi vi sarebbe stato allevato. È anche una delle rare zone francesi (a parte l'Île-de-France) a disporre di ippodromi come quelli di Deauville o di Argentan.
Ma è anche la culla dei formaggi normanni: camembert, livarot o ancora pont-l'évêque, formaggi originari dei villaggi e città eponimi. La gastronomia dell'Auge è ugualmente rappresentata dai liquori di Normandia specifici della regione: calvados, sidro, pommeau, ecc. La produzione di sidro del "pays d'Auge" è principalmente rappresentata nei cantoni di Cambremer, di Saint-Pierre-sur-Dives, di Livarot e di Vimoutiers, anche se si trova una moltitudine di produttori sparpagliati su tutto il territorio. Essa beneficia di diverse denominazioni che permettono la tracciabilità della produzione: AOC calvados pays d'Auge, AOP cidre pays d'Auge.
Si tratta di un paese fortemente dedicato al turismo verde e al turismo balneare. In effetti, a causa della prossimità con Parigi, un numero notevole di parigini possiede una residenza secondaria nel "pays d'Auge".

## Storia
Sotto l'Ancien Régime, prima della suddivisione della Francia in dipartimenti durante la Rivoluzione, il "pays d'Auge" era localizzato nella parte reputata Alta Normandia della provincia di Normandia, delimitata allora a ovest dalla Dives.
L'Auge era allora la sede di una viscontea; uno dei visconti fu il cardinale Richard Olivier de Longueil († 1470).
Il "pays d'Auge" si è anche ingrandito dal XVIII secolo (carta allegata del 1716), annettendo una parte del Lieuvin (di cui Orbec, Lisieux e Cormeilles), per formare oggi la ragione archetipo della Normandia descritta in quell'articolo.
Fu nel sud del "pays d'Auge" che terminò la battaglia di Normandia, nell'agosto del 1944. L'ultimo episodio di questa battaglia fu in effetti quello della sacca di Falaise (o sacca di Chambois-Mont-Ormel). Il Memoriale di Coudehard-Montormel, nell'Orne, è dedicato a questa battaglia.